# ウィルコ (企業)
株式会社ウィルコ（英名：WILCO Co.,Ltd.）は、映像の企画・製作を行っていた会社である。東京都世田谷区に本社を置き、国内外の映画をはじめ様々な映像製作を行っていた。
設立は1991年（平成3年）11月1日。2023年（令和5年）5月10日に東京地裁から破産手続きの開始決定を受け、経営破綻した。

## 主な作品

### 映画
- 『駅までの道をおしえて』 : 原作伊集院静「駅までの道をおしえて」(講談社刊)、監督橋本直樹、2019年 - 　製作・製作プロダクション
- 『空の瞳とカタツムリ』 : 監督斎藤久志、配給太秦、2019年 - 　製作・製作プロダクション
- 『一出好戯』：監督ホアン・ボー,他、2018年 - 中国映画　制作プロダクション
- 『ニワトリ★スター』 : 監督かなた狼、配給マジックアワー,GUM WORLD、2018年 - 制作プロダクション
- 『花芯』: 監督安藤尋、配給クロックワークス、2016年 - 制作プロダクション
- 『奔愛』：監督張一白,他、2016年 - 中国映画　制作プロダクション
- 『海を感じる時』 : 監督安藤尋、配給ファントム・フィルム、2014年 - 制作プロダクション
- 『そこのみにて光輝く』 : 監督呉美保、配給東京テアトル,函館シネマアイリス、2014年 - 制作プロダクション
- 『銀の匙 Silver Spoon』 : 監督吉田恵輔、配給東宝、2014年 - 制作プロダクション
- 『青の光線』 : 監督西原孝至、配給TOブックス、2014年 - 制作プロダクション
- 『四十九日のレシピ』 :監督タナダユキ、配給ギャガ、2013年 - 製作・製作プロダクション
- 『夏の終り』 : 監督熊切和嘉、配給クロックワークス、2013年 - 制作協力
- 『東京に来たばかり』 :監督蒋欽民、配給アークエンタテインメント、2013年 - 日中合作映画　製作・製作プロダクション
- 『ゴールデン・スパイ』 :監督スン・ジェンジュン、2013年 - 中国/香港映画　制作協力
- 『臍帯(英題:Birthright)』 :監督橋本直樹、配給ゴー・シネマ、2012年 - 企画・製作・製作プロダクション
- 『ぱいかじ南海作戦』 : 監督細川徹、配給キングレコード,ティ・ジョイ、2012年 - 制作プロダクション
- 『オムライス』 : 監督木村祐一、配給よしもとクリエイティブ・エージェンシー、2011年 - 制作協力
- 『洋菓子店コアンドル』 : 監督深川栄洋、配給アスミック・エース、2011年 - 制作プロダクション
- 『ワラライフ!!』 : 監督木村祐一、配給ファントム・フィルム、2011年 - 制作協力
- 『海炭市叙景』 : 監督熊切和嘉、配給スローラーナー、2010年 - 制作プロダクション
- 『遠くの空』 : 監督井上春生、配給スタイルジャム、2010年 - 制作プロダクション
- TAKARAZUKA REVUE CINEMA第2弾『太王四神記』 : 脚本・舞台演出小池修一郎:映像演出橋本直樹、配給東宝映像事業部、2010年 - 制作プロダクション
- TAKARAZUKA REVUE CINEMA第1弾『ソロモンの指輪』 : 作・演出荻田浩一:映像演出橋本直樹、映像製作・著作宝塚クリエイティブアーツ、2009年 - 制作プロダクション
- 『群青』 : 監督中川陽介、配給20世紀フォックス、2009年 - 製作・製作プロダクション
- 『代行のススメ』 : 監督山口智、配給モブキャスト、2009年 - 製作
- 『音符と昆布』 : 監督井上春生、配給エピックレコードジャパン、2008年 - 制作プロダクション
- 『オリヲン座からの招待状』 : 監督三枝健起、配給東映、2007年 - 企画・製作・製作プロダクション
- 『むずかしい恋』 : 監督益子昌一、配給アステア、2007年 - 制作プロダクション
- 『サクゴエ』 : 監督本田隆一、配給中目黒製作所、2007年 - 制作プロダクション
- 『みづうみ』 : 監督安達正軌、配給モブキャスト、2007年 - 制作プロダクション
- 『Wanna be Free!東京ガール』 : 監督津谷祐司、配給ボルテージ、2006年 - 制作プロダクション
- 『bird call』 : 監督井上春生、製作モブシネマ・パートナーズ、2006年 - 制作プロダクション
- 『TWO LOVE 二つの愛の物語』 :橋本直樹2005年 - 制作プロダクション・配給
- 『スクールデイズ』 : 監督守屋健太郎、配給ファントム・フィルム、2005年 - 制作協力
- 『亀は意外と速く泳ぐ』 : 監督三木聡、2005年 - 企画・製作・配給・製作プロダクション
- 『イン・ザ・プール』 : 監督三木聡、配給日本ヘラルド、2005年 - 製作・製作プロダクション
- 『ニライカナイからの手紙』 : 監督熊澤尚人、配給ザナドゥー、2005年 - 制作プロダクション
- 『トニー滝谷』 : 監督市川準、配給東京テアトル、2005年 - 製作・製作プロダクション
- 『ジェニファ 涙石の恋』 : 監督三枝健起、2004年 - 製作プロダクション・配給
- Jam Films2『HOOPS MEN SOUL]』 : 監督井上秀憲、配給東芝エンタテインメント、2004年 - 制作プロダクション
- 『キル・ビル』 : 監督クエンティン・タランティーノ、配給ミラマックス、2003年 - 米映画　制作協力
- 『最後の恋、初めての恋』 : 監督当摩寿史、配給松竹、2003年 - 制作プロダクション
- 『玩具修理者』 : 監督はくぶん、配給キュームービー、2002年 - 制作プロダクション
- 『シティボーイズ「まぬけの殻」』 : 監督三木聡、2001年 - 制作プロダクション
- 『ダンボールハウスガール』 : 監督松浦雅子、配給シネカノン、2001年 - 制作プロダクション
- 『リリイ・シュシュのすべて』 : 監督岩井俊二、配給ロックウェル・アイズ、2001年 - 制作協力
- 『源氏物語「あさきゆめみし」』 : 監督三枝健起、2000年 - 制作協力
- 『孔雀 KUJAKU』 : 監督クリストファー・ドイル、1998年 - 日本/香港合作映画　制作協力
- 『デボラがライバル』 : 監督松浦雅子、1997年 - 制作協力
- 『MISTY』 : 監督三枝健起、1997年 - 制作協力

TVドラマ
- おとりよせ王子　飯田好実 : メーテレ、監督筧昌也, 松岡達矢, 水波圭太 、制作プロダクション
- 中国テレビドラマ新亮剣 : 浙江電視台/ 他、監督ヤン・ツーホー、 制作協力
- BUNGO -日本文学シネマ-「魔術」 : TBS、監督熊切和嘉、制作プロダクション
- BUNGO -日本文学シネマ-「檸檬」 : TBS、監督吉田恵輔、制作プロダクション
- BUNGO -日本文学シネマ-「高瀬舟」 : TBS、監督冨樫森、 制作プロダクション
- BUNGO -日本文学シネマ-「富美子の足」 : TBS、監督橋本光二郎、制作プロダクション
- 中国上海テレビドラマ杜拉拉昇職記 : 浙江電視台 / 江蘇電視台 / 上海電視台、監督張銘章、 制作協力
- 中国テレビドラマ婚内外(INSIDE & OUTSIDE MARRIAGE) : 監督蒋欽民,橋本直樹、制作協力
- おじいさん先生「熱闘編」(全12話) : 日本テレビ、演出大宮エリーほか、制作プロダクション
- 記憶的証明 : 中国電視劇制作中心（CCTV）、監督楊陽（楊梓鶴）、 制作協力
- 秋の特別番組 -「時空警察PART4」 : 日本テレビ放送網|日本テレビ、演出内山雄人ほか、制作協力
- 秋の特別番組 -「時空警察PART3」 : 日本テレビ放送網|日本テレビ、演出小林正樹ほか、制作協力
- 北海道文化放送30周年企画特別番組ノースポイント つばさ : 北海道文化放送、監督長澤雅彦、制作プロダクション
- 北海道文化放送30周年企画特別番組 ノースポイント フレンズ : 北海道文化放送、監督橋本直樹、制作プロダクション
- 北海道文化放送30周年企画特別番組 ノースポイント ファームサイドソング : 北海道文化放送、監督橋本直樹、 制作プロダクション
- 私立探偵 濱マイク第5話『花』 : 日本テレビ、 制作プロダクション
- 日曜日は終わらない : NHK大阪 、監督高橋陽一郎- 制作協力
- 音楽映像詩『ハムレット 幻蒼』 : NHK 、監督大山浩- 制作協力
- THE SCREW AND THE WALL : NHK 、監督中澤英夫- 制作協力

### Webドラマ
- 『少女には向かない職業』(全10話) : GyaO、監督高橋陽一郎ほか、制作プロダクション
- 『ため息の理由』 : 監督井上春生、 制作プロダクション
- 『いつか、そうで、あった、ような』(全4話) : 監督松浦雅子、制作プロダクション

### DVD作品
- 『千里眼』 : 監督松岡圭祐、リリース角川グループパブリッシング、 制作プロダクション
- 『ヒカリサス海、ボクノ船』 : 監督橋本直樹、製作GPミュージアムソフト、 制作プロダクション
- 『あなたへの月』 : 監督松浦雅子、2003年 - 制作プロダクション

### 劇場中継
- 舞台映像『真田十勇士』 : 演出宮田慶子、映像演出橋本直樹

### ラジオドラマ
- 連続ラジオドラマ『恋愛映画』 : エフエム世田谷、演出橋本直樹

### ミュージッククリップ
- 石川智晶『不完全燃焼』 : Dir益子昌一
- 浜田省吾『I am a father』 : Dir橋本直樹
- 浜田省吾『Thank you』 :  Dir橋本直樹
- Kimeru『OVERLAP』：Dir杉山芳明
- GOING UNDERGROUND『ハートビート』 : Dir熊澤尚人
- GOING UNDERGROUND『ダイアリー』 : Dir熊澤尚人
- BOYSTYLE『MIRAI』：Dir杉山芳明
- Lily Chou-Chou『共鳴』 : Dir岩井俊二
- Tina『迷路』 : Dir塩田泰造
- Tina『I’ll be there』 : Dir塩田泰造
- CHAGE&ASKA『この愛のために』 : Dir猪俣敏郎
- Lily Chou-Chou『I wanna be』 : Dir岩井俊二
- つんく with 7HOUS『LOVE～抱き合って』：Dir杉山芳明
- 松たか子『サクラフワリ』：Dir岩井俊二
- globe『Love again』：DirAugust・Jakobss
- 松たか子『Stay with me』：Dir岩井俊二
- シャ乱Q『君は魔術師?』：Dir杉山芳明
- 7HOUSE『STOP―泣かないでー』：Dir杉山芳明
- 松たか子『真冬のメモリーズ』：Dir岩井俊二

### VP
- 『しなやかな生活』：Dir鈴木亮、製作リクルート
- 『ステビアに情熱をかけた男』：Dir三枝健起、製作J.B.Bステビア研究所
- NHK技術研究所公開ソフト『DREAM TV 201X』：Dir徳田淳、製作NHK
- NHK技術研究所公開ソフト『未来の進化型テレビ』：Dir橋本直樹、製作NHK
- NEW YORK GET AWAY：Dir中野利彰

### ドキュメンタリー
- 歌劇『Jrバタフライ』：作島田雅彦、作曲三枝成章、映像三枝健起
- 岩城宏之ドキュメント：監督河合勇人、製作NHK
- 本格ドキュメンタリー　ニッポンの挑戦〜インターネットの夜明け＜後編＞：演出徳田淳
- After Dream 廃墟幻想：監督熊澤尚人、監修小林伸一郎、製作テレビ東京
- 地球の街角トルコ：監督三枝健起,橋本直樹、製作NHK

### TV スポット
- NEXT10スポット『小さなメッセージ2』：監督三枝健起、製作NHK
- BSハイビジョンPRキャンペーン『長野オリンピック春篇』：監督中谷日出、製作NHK
- BSキャンペーンスポット『BSみたいがいっぱい』：監督中谷日出、製作NHK
- BSハイビジョンPRキャンペーン『長野オリンピック夏篇』：監督中谷日出、製作NHK
- BSハイビジョンPRキャンペーン『長野オリンピック秋篇』：監督中谷日出、製作NHK

### プロモーションビデオ
- MEN'S DVD Ver.8細貝圭・Takuya・ 佐々木喜英：監督杉山芳明
- MEN'S DVD Ver.7渡辺大輔・大河元気・Luke.C：監督杉山芳明
- MEN'S DVD Ver.6馬場徹・兼崎健太郎・古川雄大：監督杉山芳明
- MEN'S DVD Ver.5桐山漣・中河内雅貴・加藤慶祐：監督杉山芳明
- MEN'S DVD Ver.4南圭介・中山麻生・進藤学：監督杉山芳明
- MEN'S DVD Ver.3加藤和樹・斎藤工・鎌苅健太：監督杉山芳明
- MEN'S DVD Ver.2城田優・KENN・遠藤雄弥：監督杉山芳明
- MEN'S DVD Ver.1永山たかし・柳浩太郎・滝川英治・青山草太：監督杉山芳明
- 小阪由佳『Sketch』：監督熊澤尚人
- ほしのあき『STAR』：監督熊澤尚人
- 矢吹春奈『Atomic Diamond』：監督熊澤尚人
- 中谷美紀『こわれたこころ』：監督渡部篤郎
- 遠藤久美子『遠藤久美子！』：監督橋本直樹
- 『少年達は花火を横からみたかった』監督岩井俊二

## 受賞作品
- 映画『そこのみにて光輝く』
第38回モントリオール世界映画祭ワールドコンペティション部門　最優秀監督賞
- 映画『四十九日のレシピ』
金鶏百花映画祭外国語映画部門　監督賞
- 映画『臍帯(英題:Birthright)』
第14回上海国際映画祭Asian New Talent Award コンペティション部門　審査員特別賞
- 映画『洋菓子店コアンドル』
第26回サンタバーバラ国際映画祭アジア映画部門　イースト・ミーツ・ウエスト賞
- 映画『海炭市叙景』
第13回ドーヴィル・アジアン映画祭　審査員特別賞
第65回毎日映画コンクールスタッフ部門　撮影賞・音楽賞
第84回キネマ旬報ベスト10　第9位　
第25回高崎映画祭　特別賞
2010年松本CINEMAセレクト・アワード受賞
第12回シネマニラ国際映画祭　グランプリ・最優秀俳優賞
- 映画『トニー滝谷』
第57回ロカルノ国際映画祭コンペティション　審査員特別賞・国際批評家連盟賞・ヤング審査委員賞
2005カナリア諸島 ラス・パルマス国際映画祭　審査員特別賞
第22回ベルギーシネマ・ノヴォ映画祭コンペティション　アマクゥルゥ賞
第20回高崎映画祭　最優秀作品賞
2006インディペンデントスピリット賞外国語映画部門